# Danny Huwé

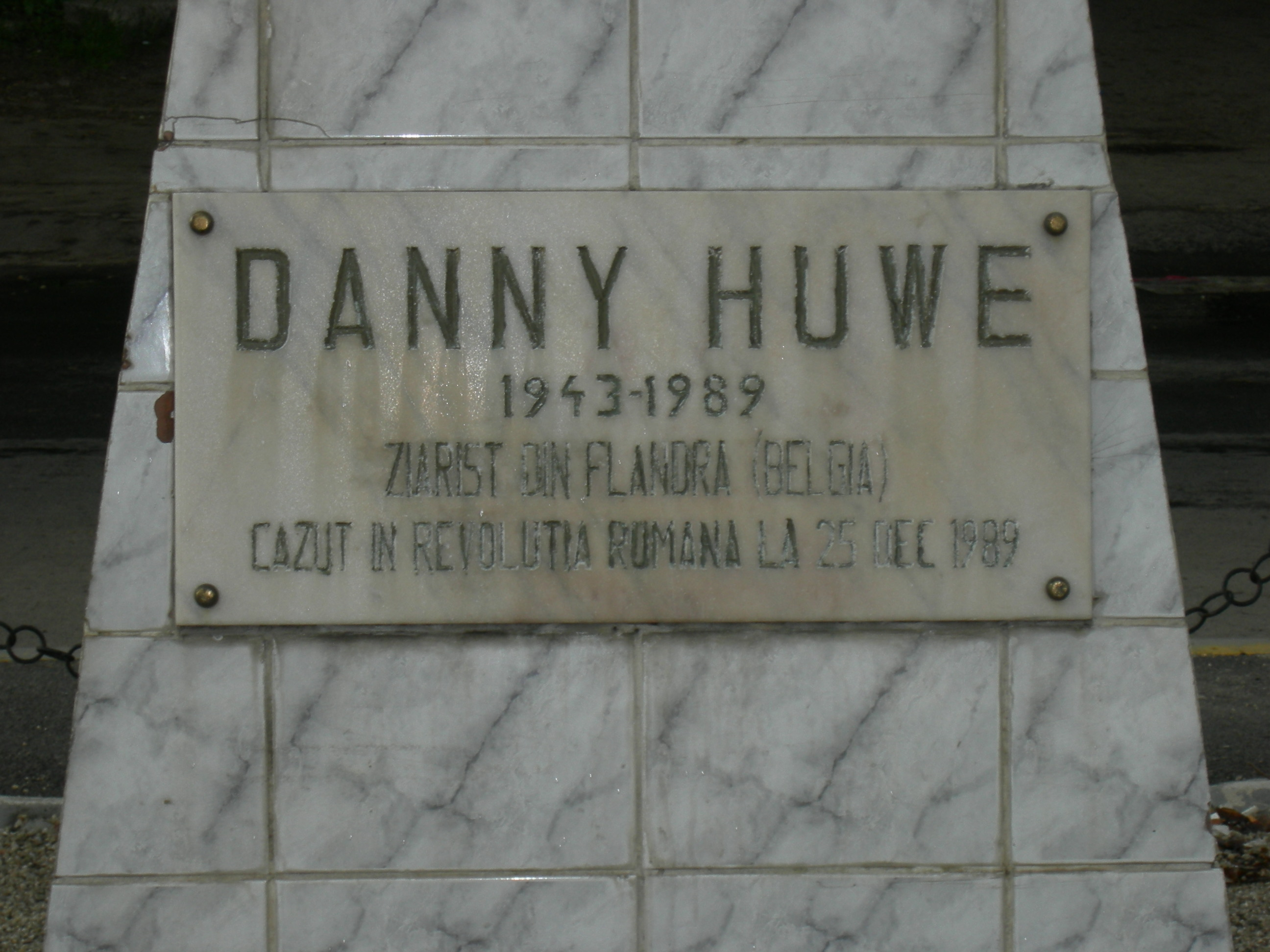
Gedenkteken voor Danny Huwé

Danny Huwé (Geraardsbergen 1943 - Boekarest, 25 december 1989) was een Belgisch journalist. Hij kwam in december 1989 om het leven tijdens de Roemeense Revolutie tegen Ceaușescu. Huwé is daarmee de enige Belgische oorlogsjournalist die om het leven kwam bij het uitvoeren van zijn beroep.

## Biografie
Huwé werkte jarenlang voor de openbare omroep BRT als journalist en nieuwslezer. In 1988 stapte hij over naar de nieuwe commerciële zender VTM. Voor VTM trok hij rond Kerstmis 1989 met geluidstechnicus Jan De Coninck, cameraman Paul Van Schoor en monteur Ingrid Bertrand naar Roemenië om er de revolutie te verslaan. De ploeg werd op kerstochtend op straat, ter hoogte van de kazerne van de grenswacht, door soldaten onder vuur genomen. Huwé kreeg een kogel door het hoofd en overleed ter plaatse. De anderen bleven tot het rustiger werd en vluchtten weg zonder het lichaam mee te nemen. Enkele dagen later werd Huwé in het mortuarium herkend door cameraman Wim Robberechts, die er voor de BBC aan de slag was. Uit onderzoek van Roemeense journalisten kwam aan het licht dat commandant Tudor Cretu bevel gaf te schieten op de wagen, hoewel er PRESS op gekleefd was.
In Drumul Taberei in Boekarest is een plein naar hem genoemd: Piața Danny Huwé. Op het plein bevindt zich een klein monument met gedenksteen.